# Curphey Peaks
Curphey Peaks är en bergstopp i Antarktis. Den ligger i Östantarktis. Nya Zeeland gör anspråk på området. Toppen på Curphey Peaks är 1 760 meter över havet.
Terrängen runt Curphey Peaks är kuperad åt nordost, men åt sydväst är den bergig. Trakten är obefolkad. Det finns inga samhällen i närheten. 